# Csillagalakzat

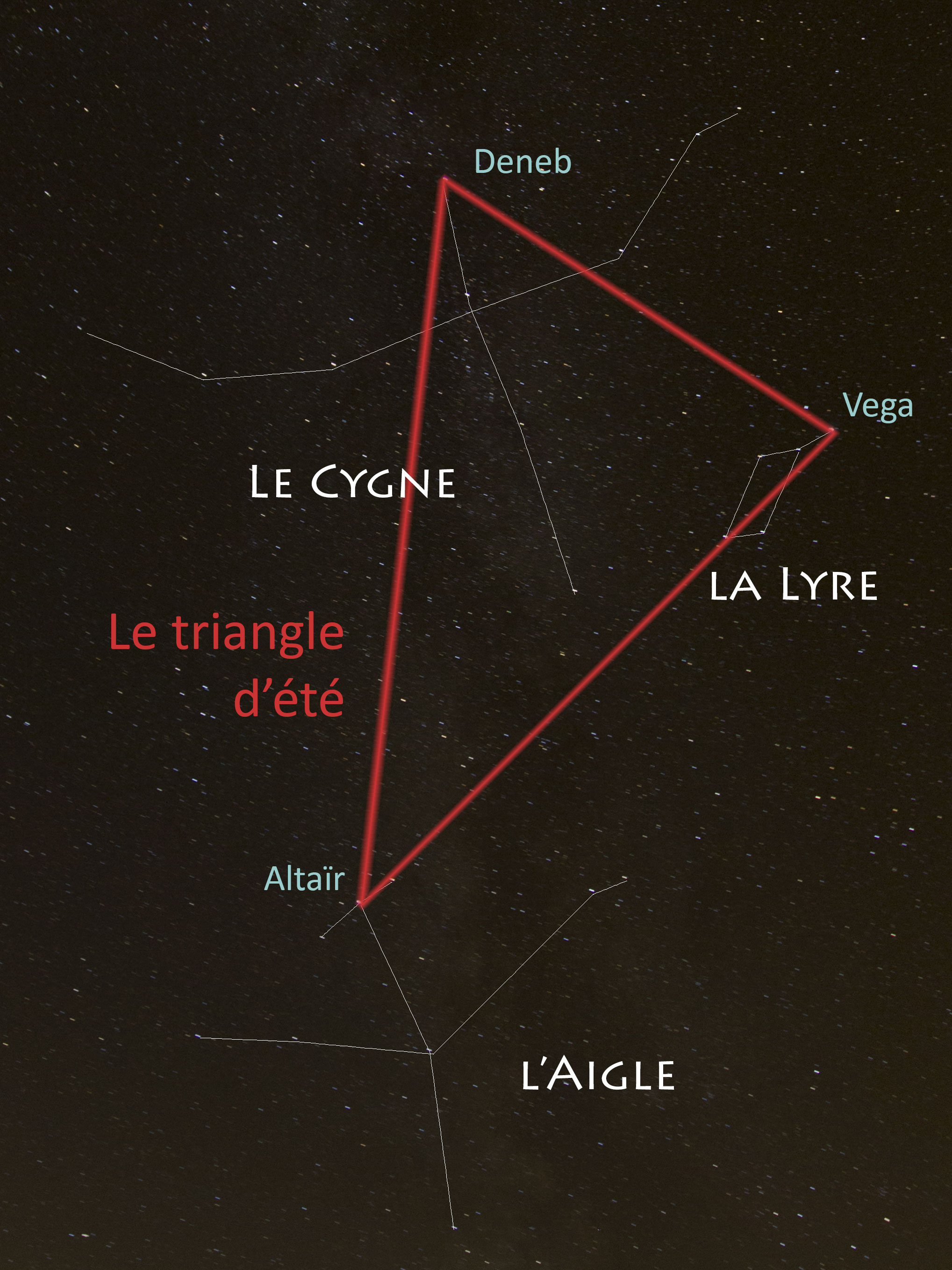
A Nagy Nyári Háromszög három csillaga három csillagképhez tartozik. Jobbra a Lant, fent a Hattyú, alul a Sas

A csillagalakzatok (más néven aszterizmusok) nem hivatalosan bejegyzett égi objektumok, ismert csillagképek közkeletű elnevezései, ellentétben a hivatalos csillagképekkel. Gyakran kapcsolódik hozzájuk is népi monda vagy más népeknél mítosz, míg az újabb keletű népszerű elnevezések csak a csillagok alkotta formára vonatkoznak. Főként csak a csillagkép bizonyos részét illeti az elnevezés, mint a Göncölszekér esetén, máskor az egész alakzat szabad szemmel jól látható összes csillaga beletartozik, csak más nevet is visel, mint a Kisgöncöl esetén.
Az alakzatot alkotó csillagok többnyire nincsenek fizikai kapcsolatban egymással, a Földtől való távolságuk is jelentősen eltérhet; közös jellemzőjük általában csak annyi, hogy az égbolt azonos részén találhatóak.
| Elnevezés            | Melyik csillagképben | Mely csillagok | Mikor látható        |
| -------------------- | -------------------- | --- | -------------------- |
| Göncölszekér         | Nagy Medve           | Alkaid, Mizar, Alioth, Megrez, Phad, Merak, Dubhe                                                                        | egész évben          |
| Kisgöncöl            | Kis Medve            | Sarkcsillag (α UMi), δ UMi, ε UMi, ζ UMi, η UMi, β UMi (Kochab), γ UMi (Phercad)                                         | egész évben látható  |
| Teáskanna            | Nyilas               | ε Sgr (Kaius Australis), δ Sgr (Kaius Medai), γ Sgr (Alnasi), λ Sgr (Kaius Borealis), φ Sgr, ζ Sgr, τ Sgr, ρ Sgr (Nunki) | július               |
| Vizeskancsó          | Vízöntő              | η Aqr, π Aqr, ζ Aqr, γ Aqr                                                                                               | augusztus            |
| Zárókő               | Herkules             | ε Her, ζ Her, η Her, π Her                                                                                               | egész nyáron         |
| Őszi Négyszög        | Pegazus és Androméda | α And, γ Peg, ζ Peg, λ Peg                                                                                               | ősszel               |
| Nagy Nyári Háromszög | Lant, Hattyú és Sas  | α Lyr, α Cyg és α Aql | májustól októberig   |
| Karika               | Halak                | γ Psc, λ Psc, κ Psc, Psc, TX Psc és 7 Psc                                                                                | ősszel               |
| Paralelogramma       | Lant                 | δ Lyr, ζ Lyr, γ Lyr, β Lyr (Sheliak)                                                                                     | egész nyáron, ősszel |